# Trichilia martiana
Trichilia martiana är en tvåhjärtbladig växtart som beskrevs av C. Dc.. Trichilia martiana ingår i släktet Trichilia och familjen Meliaceae. Inga underarter finns listade i Catalogue of Life.